# Teatro Lope de Vega (Madrid)
|  | Per a altres significats, vegeu «Teatro Lope de Vega». |

El teatro Lope de Vega de Madrid (Espanya) està situat a la Gran Vía. Porta el mateix nom que l'antic teatro de los Basilios inaugurat a Madrid el 1850, ja desaparegut.

## Història
El teatre Lope de Vega es troba en la poma que ocupa els números 53, 55, 57 i 59 de la Gran Via, situada entre aquesta, la carrer de San Bernardo i el carrer d'Isabel la Católica, que ocupa el solar de la desapareguda Casa Profesa dels jesuïtes, incendiada en 1931. El solar va ser adquirit en 1944 per la Compañía Inmobiliaria Metropolitana una de les empreses del grup que després seria conegut com a Metrovacesa). La poma va ser edificada en només quatre anys: Edifici Lope de Vega, entre 1945 i 1949, amb la direcció de Joaquín Otamendi i Julián Otamendi. Albergava un gran centre comercial subterrani,, Los Sótanos; l'hotel Lope de Vega i un teatre d'igual nom.
El teatre va ser inaugurat el 16 d'abril de 1949. Es va especialitzar en espectacles musicals. En 1954 es va instal·lar una pantalla de cinema, convertint-se en «Teatre Cinema Lope de Vega», inaugurat el 12 de desembre d'aquest mateix any.
Actualment el teatre Lope de Vega ha recuperat el seu nom original i des de 1997 és un referent del teatre musical en la Gran Via, que ha passat a conèixer-se com el Broadway espanyol. Èxits com La bella y la bestia, El fantasma de la ópera, Mamma Mia!, Spamalot, Jesuscristo Superstar, El rey león o Los miserables, tots ells produccions de Stage Entertainment, han estat gaudits per infinitat d'espectadors. En 2011 va sofrir una profunda reforma, respectant la seva riquesa històrica, per a acollir l'estrena a Espanya del musical El rey león.
Disposa de servei de cafeteria amb tres barres i una capacitat per a 1498 persones.